# Evolução do Colégio dos Cardeais sob o pontificado de Inocêncio XIII
Abaixo está a evolução do colégio de cardeais durante o pontificado de Inocêncio XIII (8 de maio de 1721 - 7 de março de 1724) e a subsequente vaga vaga (7 de março - 29 de maio de 1724).

## Composição para consistório
| Consistório                    | 1721 | 1724 |
| ------------------------------ | ---- | ---- |
| 22 fevereiro 1672              | 1    | 1    |
| 27 maio 1675                   | 1    | 1    |
| Consistórios de Clemente X     | 2    | 2    |
| 1º setembro 1681               | 1    | 1    |
| Consistórios de Inocêncio XI   | 1    | 1    |
| 7 novembro 1689                | 1    | 1    |
| 13 fevereiro 1690              | 2    | 2    |
| 13 novembro 1690               | 2    | 2    |
| Consistórios de Alexandre VIII | 5    | 5    |
| 12 dezembro 1695               | 3    | 2    |
| 22 julho 1697                  | 2    | 1    |
| 21 junho 1700                  | 1    | 1    |
| Consistórios de Inocêncio XII  | 6    | 4    |
| 17 dezembro 1703               | 1    | 1    |
| 17 maio 1706                   | 12   | 11   |
| 7 junho 1706                   | 1    |      |
| 15 abril 1709                  | 1    | 1    |
| 23 dezembro 1711               | 1    | 1    |
| 18 maio 1712                   | 13   | 13   |
| 30 janeiro 1713                | 2    | 2    |
| 6 maio 1715                    | 1    | 1    |
| 29 maio 1715                   | 4    | 4    |
| 16 dezembro 1715               | 3    | 3    |
| 15 março 1717                  | 1    | 1    |
| 12 julho 1717                  | 2    | 2    |
| 29 novembro 1719               | 10   | 9    |
| 30 setembro 1720               | 2    | 2    |
| Consistórios de Clemente XI    | 54   | 51   |
| 16 junho 1721                  |      | 1    |
| 16 julho 1721                  |      | 1    |
| Consistórios de Inocêncio XIII |      | 2    |
| Total                          | 68   | 65   |

## Evolução durante o pontificado
| Data             | Evento | Total |
| ---------------- | --- | ----- |
| 8 maio 1721      | Eleição papal do Cardeal Michelangelo Conti com o nome de Inocêncio XIII (65)                                 | 67    |
| 9 maio 1721      | Morte do cardeal Giandomenico Paracciani (74 anos)                                                            | 66    |
| 16 junho 1721    | criação de 1 Cardeal:                                                                                         | 67    |
| 16 junho 1721    | Bernardo Maria Conti, O.S.B.                                                                                  | 67    |
| 16 luglio 1721   | criação de 2 Cardeal:                                                                                         | 69    |
| 16 luglio 1721   | Guillaume Dubois                                                                                              | 69    |
| 16 luglio 1721   | Alessandro Albani                                                                                             | 69    |
| 13 setembro 1721 | Morte do cardeal François de Mailly (63 anos)                                                                 | 68    |
| 10 agosto 1722   | Morte do cardeal Giorgio Cornaro (64 anos)                                                                    | 67    |
| 10 agosto 1723   | Morte do cardeal Guillaume Dubois (66 anos)                                                                   | 66    |
| 7 março 1724     | Morte do papa Inocêncio XIII (68 anos)                                                                        | 66    |
| 20 março 1724    | Abertura do conclave                                                                                          | 66    |
| 5 maio 1724      | Morte do cardeal Sebastiano Antonio Tanara (74 anos)                                                          | 65    |
| 29 maio 1724     | Eleição papal do Cardeal Pietro Francesco (na religião Vincenzo Maria) Orsini, O.P., com o nome de Bento XIII | 64    |